# Pratiques (revue)
Pratiques, sous-titrée Linguistique, littérature, didactique est une revue scientifique francophone publiée par le Collectif de recherche et d'expérimentation sur l'enseignement du français (Cresef) jusqu'en 2012 et depuis par le Centre de recherche sur les médiations (Crem) de l'Université de Lorraine.
Depuis 2012, Pratiques est disponible en ligne en accès libre sur le portail OpenEdition Journals.
Elle est indexée dans plusieurs bases de données nationales et internationales dont le Haut Conseil de l'évaluation de la recherche et de l'enseignement supérieur, Journal Base et Journal TOCs.

## Les livraisons par ordre antéchronologique
| Numéro  | Coordination                                                                             | Thématique | Accès                                         |
| ------- | ---------------------------------------------------------------------------------------- | --- | --------------------------------------------- |
| 195-196 | Marie-Paule Jacques et Élise Vinel                                                       | Écriture scolaire et universitaire : quelle évaluation pour l’accompagner, quelle formation pour les enseignants ? | https://doi.org/10.4000/pratiques.11978       |
| 193-194 | Isabelle de Peretti et André Petitjean                                                   | Pour une didactique du théâtre : entre textes, jeux et représentations                                             | https://doi.org/10.4000/pratiques.11285       |
| 191-192 | André Petitjean et Delphine Edy                                                          | Théâtre contemporain : écritures et représentations                                                                | https://journals.openedition.org/pratiques/55 |
| 189-190 | Nathalie Denizot et Claudine Garcia-Debanc                                               | Concepts et modèles en didactique du français                                                                      | https://journals.openedition.org/pratiques/55 |
| 187-188 | François Le Goff, Gersende Plissonneau, Sandrine Bazile et Sylviane Ahr                  | Enseignement du texte littéraire dans l'espace francophone : pratiques, formation, recherche                       | https://journals.openedition.org/pratiques/55 |
| 185-186 | Anne Leclaire-Halté et Luc Maisonneuve                                                   | Lire des documents composites en classe                                                                            | https://journals.openedition.org/pratiques/55 |
| 183-184 | Caroline Masseron et Jean-Marie Privat                                                   | oralité, littératie                                                                                                | https://journals.openedition.org/pratiques/55 |
| 181-182 | André Petitjean                                                                          | Le récit en questions                                                                                              | https://journals.openedition.org/pratiques/55 |
| 179-180 | Michel Favriaud                                                                          | Poésie et langue : aspects théoriques et didactiques                                                               | https://journals.openedition.org/pratiques/55 |
| 177-178 | Caroline Masseron et Pierre Péroz                                                        | Langage oral à l'école maternelle. Étude d'un corpus homogène                                                      | https://journals.openedition.org/pratiques/55 |
| 175-176 | Anne Leclaire-Halté et André Petitjean                                                   | Didactiques et médiations des arts et de la littérature                                                            | https://journals.openedition.org/pratiques/55 |
| 173-174 | Sylvie Plane et Fabienne Rondelli                                                        | Le déjà-là dans l'écriture                                                                                         | https://journals.openedition.org/pratiques/55 |
| 171-172 | Céline Beaudet, Christophe Leblay et Véronique Rey                                       | L'écriture professionnelle                                                                                         | https://journals.openedition.org/pratiques/55 |
| 169-170 | Caroline Masseron                                                                        | Enseignement/apprentissage de la langue, des textes et des discours. 40 ans de Pratiques                           | https://journals.openedition.org/pratiques/55 |
| 167-168 | Marie-Ève Damar, Lionel Meinertzhagen, Audrey Roig, Laurence Rosier et Dan Van Raemdonck | L'exception (revue et corrigée)                                                                                    | https://journals.openedition.org/pratiques/55 |
| 165-166 | Lucile Gaudin-Bordes et Geneviève Salvan                                                 | Étudier les figures en contexte : quels enjeux ?                                                                   | https://journals.openedition.org/pratiques/55 |
| 163-164 | Marie-Anne Paveau                                                                        | Questions de morale. Éducation, discours, texte                                                                    | https://journals.openedition.org/pratiques/55 |
| 161-162 | Anne Leclaire-Halté et Fabienne Rondelli                                                 | Écrire/faire écrire                                                                                                | https://journals.openedition.org/pratiques/55 |
| 159-160 | Laurent Perrin                                                                           | Le figement en débat                                                                                               | https://journals.openedition.org/pratiques/55 |
| 157-158 | Driss Ablali                                                                             | Théories et pratiques des genres                                                                                   | https://journals.openedition.org/pratiques/55 |
| 155-156 | Caroline Masseron                                                                        | Lexique et écriture                                                                                                | https://journals.openedition.org/pratiques/55 |
| 153-154 | Isabelle Delcambre et Dominique Lahanier-Reuter                                          | Littéracies universitaires : nouvelles perspectives                                                                | https://journals.openedition.org/pratiques/55 |
| 151-152 | Jean-Marie Privat et Marie Scarpa                                                        | Anthropologies de la littérature                                                                                   | https://journals.openedition.org/pratiques/55 |
| 149-150 | Anne Halté et André Petitjean                                                            | Didactique du français (2)                                                                                         | https://journals.openedition.org/pratiques/55 |
| 147-148 | Günter Schmale                                                                           | Interactions et Corpus Oraux                                                                                       | https://journals.openedition.org/pratiques/55 |
| 145-146 | Anne Halté et André Petitjean                                                            | Didactique du français (1)                                                                                         | https://journals.openedition.org/pratiques/55 |
| 143-144 | Mohamed Kara                                                                             | Écrits de savoirs                                                                                                  | https://journals.openedition.org/pratiques/55 |
| 141-142 | Caroline Masseron et Michelle Lecolle                                                    | La synonymie | https://journals.openedition.org/pratiques/55 |
| 139-140 | Guy Achard-Bayle et Marie-Anne Paveau                                                    | Linguistique populaire ?                                                                                           | https://journals.openedition.org/pratiques/55 |
| 137-138 | Claudine Garcia-Debanc et Caroline Masseron                                              | La didactique du français                                                                                          | https://journals.openedition.org/pratiques/55 |
| 135-136 | André Petitjean et Alain Rabatel                                                         | Le style en questions                                                                                              | https://www.persee.fr/collection/prati        |
| 133-134 | Yves Reuter                                                                              | Récits et disciplines scolaires                                                                                    | https://www.persee.fr/collection/prati        |
| 131-132 | Jean-Marie Privat Mohamed Kara                                                           | La littérature autour de Jack Goody                                                                                |                                               |
| 129-130 | Guy Achard-Bayle                                                                         | Contexte | https://www.persee.fr/collection/prati        |
| 127-128 | Bertrand Daunay et André Petitjean                                                       | / |                                               |
| 125-126 | Caroline Masseron                                                                        | Observations de la langue, théories et pratiques                                                                   | https://www.persee.fr/collection/prati        |
| 123-124 | André Petitjean                                                                          | La polyphonie | https://www.persee.fr/collection/prati        |
| 121-122 | Yves Reuter, Isabelle Laborde-Milaa et Françoise Boch                                    | Normes et pratiques de l'écrit dans le supérieur                                                                   | https://www.persee.fr/collection/prati        |
| 119-120 | André Petitjean et Jean-Pierre Ryngaert                                                  | Le théâtre et son enseignement                                                                                     | https://www.persee.fr/collection/prati        |
| 117-118 | Anne Leclaire-Halté et Caroline Masseron                                                 | Textes et valeurs : une problématique didactique en émergence                                                      | https://www.persee.fr/collection/prati        |
| 115-116 | Sylvie Plane, André Petitjean et Jean-François Halté                                     | Pratiques et l'écriture                                                                                            | https://www.persee.fr/collection/prati        |
| 113-114 | Isabelle Delcambre Yves Reuter                                                           | Image(s) scripturale(s)                                                                                            | https://www.persee.fr/collection/prati        |
| 111-112 | Claudine Garcia-Debanc                                                                   | Les consignes dans et hors de l'école                                                                              | https://www.persee.fr/collection/prati        |
| 109-110 | André Petitjean                                                                          | L'histoire du discours scolaire sur la description                                                                 | https://www.persee.fr/collection/prati        |
| 107-108 | André Petitjean                                                                          | / | https://www.persee.fr/collection/prati        |
| 105-106 | Daniel Bessonnat                                                                         | Pratiques de réecriture                                                                                            | https://www.persee.fr/collection/prati        |
| 103-104 | Jean-François Halté                                                                      | Programme de recherche du CRDF                                                                                     | https://www.persee.fr/collection/prati        |
| 101-102 | André Petitjean                                                                          | Textes officiels et enseignement du français                                                                       | https://www.persee.fr/collection/prati        |
| 100     | Caroline Masseron                                                                        | L'enseignement des verbes                                                                                          | https://www.persee.fr/collection/prati        |
| 99      | Yves Reuter                                                                              | La description | https://www.persee.fr/collection/prati        |
| 97-98   | André Petitjean                                                                          | La transposition didactique en français                                                                            | https://www.persee.fr/collection/prati        |
| 96      | Caroline Masseron                                                                        | Enseigner l'argumentation                                                                                          | https://www.persee.fr/collection/prati        |
| 95      | André Petitjean                                                                          | La lecture littéraire 3e/2e                                                                                        | https://www.persee.fr/collection/prati        |
| 94      | /                                                                                        | Unités rédactionnelles et genres discursifs : cadre général pour une approche de la presse écrite                  | https://www.persee.fr/collection/prati        |
| 93      | Georges Legros et Karl Canvat                                                            | / | https://www.persee.fr/collection/prati        |
| 92      | Caroline Masseron                                                                        | / | https://www.persee.fr/collection/prati        |
| 91      | André Petitjean                                                                          | Les Fables de La Fontaine                                                                                          | https://www.persee.fr/collection/prati        |
| 90      | Catherine Schnedecker, André Petitjean et Caroline Masseron                              | Des méthodes en français                                                                                           | https://www.persee.fr/collection/prati        |
| 89      | Yves Reuter                                                                              | Imaginaire et créativité                                                                                           | https://www.persee.fr/collection/prati        |
| 88      | Anne Leclaire-Halté et Marie-Christine Vinson                                            | La littérature jeunesse (2)                                                                                        | https://www.persee.fr/collection/prati        |
| 87      | Caroline Masseron                                                                        | / | https://www.persee.fr/collection/prati        |
| 86      | Yves Reuter                                                                              | Lecture et écriture                                                                                                | https://www.persee.fr/collection/prati        |
| 85      | /                                                                                        | / | https://www.persee.fr/collection/prati        |
| 84      | Catherine Schnedecker                                                                    | L'argumentation | https://www.persee.fr/collection/prati        |
| 83      | Caroline Masseron                                                                        | L'écriture du récit                                                                                                | https://www.persee.fr/collection/prati        |
| 82      | Caroline Masseron                                                                        | Les manuels de français                                                                                            | https://www.persee.fr/collection/prati        |
| 81      | Yves Reuter                                                                              | La scène | https://www.persee.fr/collection/prati        |
| 80      | Jean-Marie Privat                                                                        | Temps du lecteur/temps de lecture                                                                                  | https://www.persee.fr/collection/prati        |
| 79      | Catherine Schnedecker                                                                    | Le dossier est ouvert…                                                                                             | https://www.persee.fr/collection/prati        |
| 78      | Catherine Schnedecker                                                                    | Didactique du récit                                                                                                | https://www.persee.fr/collection/prati        |
| 77      | /                                                                                        | / | https://www.persee.fr/collection/prati        |
| 76      | Jean-Pierre Benoit et Yves Reuter                                                        | / | https://www.persee.fr/collection/prati        |
| 75      | /                                                                                        | / | https://www.persee.fr/collection/prati        |
| 74      | Marie-Louise Martinez et André Petitjean                                                 | Pratiques textuelles théâtrales                                                                                    | https://www.persee.fr/collection/prati        |
| 73      | Caroline Masseron                                                                        | L'argumentation écrite                                                                                             | https://www.persee.fr/collection/prati        |
| 72      | /                                                                                        | Les résumés | https://www.persee.fr/collection/prati        |
| 71      | /                                                                                        | Les réformes | https://www.persee.fr/collection/prati        |
| 70      | Daniel Bessonnat                                                                         | La ponctuation | https://www.persee.fr/collection/prati        |
| 69      | Caroline Masseron                                                                        | Textes et histoire                                                                                                 | https://www.persee.fr/collection/prati        |
| 68      | /                                                                                        | Disserter ? | https://www.persee.fr/collection/prati        |
| 67      | /                                                                                        | / | https://www.persee.fr/collection/prati        |
| 66      | /                                                                                        | / | https://www.persee.fr/collection/prati        |
| 65      | /                                                                                        | / | https://www.persee.fr/collection/prati        |
| 64      | /                                                                                        | / | https://www.persee.fr/collection/prati        |
| 63      | /                                                                                        | L'innovation pédagogique                                                                                           | https://www.persee.fr/collection/prati        |
| 62      | /                                                                                        | Classer les textes                                                                                                 | https://www.persee.fr/collection/prati        |
| 61      | /                                                                                        | Ateliers d'écriture                                                                                                | https://www.persee.fr/collection/prati        |
| 60      | /                                                                                        | Le personnage | https://www.persee.fr/collection/prati        |
| 59      | Jean-Marie Privat et Marie-Christine Vinson                                              | Le genre du récit                                                                                                  | https://www.persee.fr/collection/prati        |
| 58      | Jean-François Halté                                                                      | Le discours explicatif                                                                                             | https://www.persee.fr/collection/prati        |
| 57      | Michel Charolles                                                                         | L'organisation des textes                                                                                          | https://www.persee.fr/collection/prati        |
| 56      | /                                                                                        | Les types de textes                                                                                                | https://www.persee.fr/collection/prati        |
| 55      | /                                                                                        | Les textes descriptifs                                                                                             | https://www.persee.fr/collection/prati        |
| 54      | Yves Reuter                                                                              | Mauvais genres | https://www.persee.fr/collection/prati        |
| 53      | Claudine Garcia-Debanc                                                                   | Pédagogie différenciée                                                                                             | https://www.persee.fr/collection/prati        |
| 52      | Brigitte Duhamel                                                                         | Pratique de lecture                                                                                                | https://www.persee.fr/collection/prati        |
| 51      | /                                                                                        | Les textes explicatifs                                                                                             | https://www.persee.fr/collection/prati        |
| 50      | Yves Reuter                                                                              | Les paralittérature                                                                                                | https://www.persee.fr/collection/prati        |
| 49      | Michel Charolles                                                                         | Les activités rédactionnelles                                                                                      | https://www.persee.fr/collection/prati        |
| 48      | Jean-Pierre Goldenstein                                                                  | Les écrits non-fictionnels                                                                                         | https://www.persee.fr/collection/prati        |
| 47      | Anne Leclaire-Halté                                                                      | Littérature de jeunesse                                                                                            | https://www.persee.fr/collection/prati        |
| 46      | Jean-Pierre Jaffré et Yves Reuter                                                        | Orthographe(s) | https://www.persee.fr/collection/prati        |
| 45      | Jean-Louis Chiss                                                                         | Les récits de vie                                                                                                  | https://www.persee.fr/collection/prati        |
| 44      | Brigitte Petitjean                                                                       | L'évaluation | https://www.persee.fr/collection/prati        |
| 43      | Caroline Masseron                                                                        | Le sens des mots                                                                                                   |                                               |
| 42      | André Petitjean                                                                          | L'écriture-imitation                                                                                               | https://www.persee.fr/collection/prati        |
| 41      | André Petitjean                                                                          | L'écriture théâtrale                                                                                               | https://www.persee.fr/collection/prati        |
| 40      | /                                                                                        | La communication                                                                                                   | https://www.persee.fr/collection/prati        |
| 39      | Jean-Pierre Balpe                                                                        | Le bricolage poétique                                                                                              | https://www.persee.fr/collection/prati        |
| 38      | Jean-Pierre Goldenstein                                                                  | Enseigner la littérature                                                                                           | https://www.persee.fr/collection/prati        |
| 37      | François Doumazane                                                                       | La télé à l'école                                                                                                  | https://www.persee.fr/collection/prati        |
| 36      | /                                                                                        | Travailler en projet                                                                                               | https://www.persee.fr/collection/prati        |
| 35      | Liliane Sprenger-Charolles                                                               | La lecture | https://www.persee.fr/collection/prati        |
| 34      | Jean-Michel Adam                                                                         | Raconter & décrire                                                                                                 | https://www.persee.fr/collection/prati        |
| 33      | /                                                                                        | Grammaires | https://www.persee.fr/collection/prati        |
| 32      | Yves Reuter                                                                              | La littérature et ses institutions                                                                                 | https://www.persee.fr/collection/prati        |
| 31      | /                                                                                        | Travail en équipe                                                                                                  | https://www.persee.fr/collection/prati        |
| 30      | /                                                                                        | Pouvoirs des discours                                                                                              | https://www.persee.fr/collection/prati        |
| 29      | Jean-Michel Adam et André Petitjean                                                      | La rédaction ? | https://www.persee.fr/collection/prati        |
| 28      | /                                                                                        | Argumenter | https://www.persee.fr/collection/prati        |
| 27      | André Petitjean                                                                          | L'écrivain aujourd'hui                                                                                             | https://www.persee.fr/collection/prati        |
| 26      | Jean-François Halté et André Petitjean                                                   | Écrire en classe                                                                                                   | https://www.persee.fr/collection/prati        |
| N.S.    | Jean-François Halté et André Petitjean                                                   | Pour un nouvel enseignement du français. Colloque de Cerise - 1980                                                 | https://www.persee.fr/collection/prati        |
| 25      | Nina Catach                                                                              | Orthographe | https://www.persee.fr/collection/prati        |
| 24      | André Petitjean                                                                          | Théâtre | https://www.persee.fr/collection/prati        |
| 22-23   | /                                                                                        | Lectures à suivre                                                                                                  | https://www.persee.fr/collection/prati        |
| 21      | /                                                                                        | P(r)oésie | https://www.persee.fr/collection/prati        |
| 20      | /                                                                                        | Les mots ont la parole                                                                                             | https://www.persee.fr/collection/prati        |
| 18-19   | François Doumazane, Noël Nel et Francis Vanoye                                           | Arrêt sur l'image                                                                                                  | https://www.persee.fr/collection/prati        |
| 17      | Jean Mouchon et François Fillol                                                          | L'oral | https://www.persee.fr/collection/prati        |
| 15-16   | André Petitjean                                                                          | Théâtre | https://www.persee.fr/collection/prati        |
| 14      | /                                                                                        | Récit 2 | https://www.persee.fr/collection/prati        |
| 13      | /                                                                                        | Linguistique. texte                                                                                                | https://www.persee.fr/collection/prati        |
| 11-12   | /                                                                                        | Récit 1 | https://www.persee.fr/collection/prati        |
| 10      | /                                                                                        | Enjeux de textes                                                                                                   | https://www.persee.fr/collection/prati        |
| 9       | /                                                                                        | Faits grammaticaux                                                                                                 | https://www.persee.fr/collection/prati        |
| 7-8     | /                                                                                        | Lire | https://www.persee.fr/collection/prati        |
| 6       | /                                                                                        | Grammaire. Texte                                                                                                   | https://www.persee.fr/collection/prati        |
| 5       | /                                                                                        | / | https://www.persee.fr/collection/prati        |
| 3-4     | /                                                                                        | / | https://www.persee.fr/collection/prati        |
| 1-2     | /                                                                                        | / | https://www.persee.fr/collection/prati        |

## Publications liées
- André Petitjean, « Pratiques a 40 ans », Pratiques, nos 159-160,‎ 2013 (lire en ligne).
- André Petitjean, « Pour une didactique de la littérature : réflexion à partir de la revue Pratiques », Publije, revue de critique litteraire, no 4,‎ 2013 (lire en ligne).
- Caroline Masseron, Jean-Marie Privat et Yves Reuter (dirs), Littérature, linguistique et didactique du français. Les travaux Pratiques d'André Petitjean, Villeneuve d'Ascq, Presses universitaires du Septentrion, 2015[5].
- Caroline Masseron (coord.), « Enseignement/apprentissage de la langue, des textes et des discours. 40 ans de Pratiques », Pratiques, nos 169-170,‎ 2016 (lire en ligne).
- André Petitjean (dir.), Didactiques du français et de la littérature, Metz, Crem/Université de Lorraine, 2016[6].